# راغب مفتاح
راغب مفتاح ( القاهرة ،21 ديسمبر 1898 - القاهرة ، 16 يونيو 2001 ) حافظ للموسيقي والألحان القبطية، وُلِد في حى الفجاله في القاهرة يوم 21 ديسمبر سنة 1898 ، و سافر إلى ألمانيا في سنة 1919 وحصل على بكالوريوس الزراعة من جامعة بون وتفرغ بعدها لدراسة تاريخ الموسيقى في أوروبا. عاد إلى مصر في سنة 1926 . خدم كرئيس لقسم الموسيقى و الألحان في المعهد العالي للدراسات القبطية الذي ساهم في تأسيسه سنة 1955. تُوفي سنه 2001 عن عمر يناهز 103 سنه.